# Список вулиць Києва (А)
Це список вулиць міста Києва, назви яких починаються на літеру А.
До списку входять усі урбаноніми Києва, що містяться в офіційному довіднику «Вулиці міста Києва», затвердженому 2015 року, а також у міській інформаційно-аналітичній системі забезпечення містобудівної діяльності (МІАС ЗМД) «Містобудівний кадастр Києва», довіднику «Вулиці Києва» 1995 року та атласі «Київ до кожного будинку». Назви вулиць, які відсутні в офіційному довіднику, подані курсивом. Проєктні вулиці, що мають код у кадастрі, але не мають назв, у списку не наведені.
У списку вулиці подані за алфавітом. Назви вулиць на честь людей відсортовані за прізвищем (якщо прізвище відсутнє — за іменем) і подаються у форматі Прізвище Ім'я і/або Посада. Якщо вулиця названа за цілісним псевдонімом, то сортування відбувається за першою літерою псевдоніма або імені, тобто Бориса Тена подано на літеру Б, Ганни Барвінок — на Г, Дзиґи Вертова — на Д, Івана Багряного — на І, Кузьми Скрябіна — на К, Лесі Українки — на Л, Марка Вовчка, Марка Черемшини, Миколи Хвильового і Мирослава Ірчана — на М, Олени Пчілки і Остапа Вишні — на О, Панаса Мирного — на П, Юрія Клена — на Ю, Якуба Коласа, Яна Райніса, Янки Купали і Януша Корчака — на Я. Вулиці, що мають, окрім назви, порядковий номер, відсортовані за власною назвою, наприклад 2-й Левадний провулок на літеру Л. Вулиця Радгосп «Совки» розміщена на літеру С, вулиця Міста Шалетт — на літеру Ш. Назви вулиць, що починаються на число (окрім вулиць, зазначених вище), записані словами і подані на відповідну літеру (Восьмого Березня, Першого Травня тощо).
Вулиці з назвами «Садова» (в тому числі «номерні») і лінії виділені в окремі списки.
Станом на 1 січня 2023 року в Києві 2833 урбаноніми, з них:
| - 2059 вулиць; - 533 провулки; - 77 ліній; - 59 площ і майданів; | - 32 проспекти; - 22 бульвари; - 15 узвозів; | - 12 проїздів; - 11 шосе; - 5 доріг; | - 3 алеї; - 3 набережних; - 2 тупики. |

Колір фону у списку залежить від типу урбаноніма.
Після списку існуючих вулиць наведено список зниклих вулиць (вулиць, які були ліквідовані або включені до інших вулиць протягом XX—XXI століть), а також список попередніх назв вулиць, починаючи з 1800 року. Назви перейменованих вулиць, що починаються на число (окрім вулиць, зазначених вище), записані словами і подані на відповідну літеру (Третього Інтернаціоналу, Дев'ятого Січня, Дванадцятого Грудня, Двадцять П'ятого Жовтня, Сорокаріччя Жовтня, П'ятдесятиріччя Жовтня, Шістдесятиріччя Жовтня тощо).

## Вулиці міста Києва
| Назва                       | Тип   | Колишні назви                                                      | Район                     | Місцевість                      | Рік затв. | Код об'єкта |
| --------------------------- | ----- | ------------------------------------------------------------------ | ------------------------- | ------------------------------- | --------- | ----------- |
| Аболмасова Андрія           | вул.  | Нова, Панельна                                                     | Дніпровський              | Микільська слобідка             | 2019      | 11238       |
| Абрикосова                  | вул.  |                                                                    | Оболонський               |                                 | 2011      | 11969       |
| Абрикосова                  | вул.  |                                                                    | Подільський               |                                 | до 2000   | 11970       |
| Авдієвського Анатолія       | вул.  | Вірського Павла                                                    | Деснянський               | Троєщина                        | 2021      | 11983       |
| Авіаконструкторська         | вул.  | Нова 856-та, Кременецька, Вітрука Генерала                         | Святошинський             | Авіамістечко                    | 2022      | 10257       |
| Автозаводська               | вул.  | Нова 892-га                                                        | Оболонський               | Пріорка                         | 1953      | 10002       |
| Автозаводський              | пров. | Пролетарський                                                      | Оболонський               | Вишгородський масив, Пріорка    | 1955      | 10003       |
| Автопаркова                 | вул.  | Нова                                                               | Дарницький                | Бортничі                        | 1985      | 10004       |
| Авторемонтна                | вул.  | Нова, Слуцька                                                      | Солом'янський             | Відрадний                       | 1959      | 10005       |
| Автотранспортна             | вул.  |                                                                    | Дарницький                | Бортничі                        | 1988      | 10006       |
| Агрегатна                   | вул.  | Аненський пров.                                                    | Оболонський               | Пріорка                         | 1952      | 10008       |
| Аеродромна                  | вул.  | Куліша (Кулішівська), Аеродромна, Ластовського                     | Солом'янський             | Чоколівка                       | 1958      | 10009       |
| Азербайджанська             | вул.  | Нова 311-та, Бакинських комісарів                                  | Дніпровський              | Ліски, Стара Дарниця            | 2001      | 10010       |
| Азовська                    | вул.  | Нова 477-ма                                                        | Солом'янський             | Олександрівська слобідка        | 1953      | 10011       |
| Айвазовського               | пров. | Ольгинський                                                        | Шевченківський            | Татарка                         | 1939      | 10013       |
| Акацієвий                   | пров. | Свердлова                                                          | Дарницький                | Бортничі                        | 2015      | 12106       |
| Алмазова Генерала           | вул.  | Німецька, Бухтєєвська, Німецько-Бухтєєвська, Кутузовська, Кутузова | Печерський                | Печерськ                        | 2016      | 10856       |
| Алматинська                 | вул.  | Шосе ДВРЗ вул., Дарницьке шосе, Алма-Атинська                      | Дніпровський              | Стара Дарниця, Ліски, ДВРЗ      | 2018      | 10015       |
| Алчевської Христини         | пров. | Терешкової Валентини 2-й                                           | Дарницький                | Бортничі                        | 2022      | 11670       |
| Альпійська                  | вул.  | Нова 761-ша, П'ятигорська                                          | Голосіївський             | Ширма                           | 2023      | 11402       |
| Альпійський                 | пров. | П'ятигорський                                                      | Голосіївський             | Ширма                           | 2022      | 11403       |
| Амосова Миколи              | вул.  | Дьяківська, Разіна Степана узвіз, Протасів Яр узвіз                | Солом'янський             | Протасів Яр                     | 2003      | 10017       |
| Ананасна                    | вул.  |                                                                    | Подільський               |                                 | до 1999   | 11971       |
| Анатоліївська               | вул.  |                                                                    | Деснянський               | Троєщина                        |           | 12624       |
| Андерса Федора              | вул.  | Проєктна 13111                                                     | Солом'янський             | Совки                           | 2019      | 12969       |
| Андріївська                 | вул.  |                                                                    | Подільський               | Поділ                           | XVIII ст. | 10020       |
| Андріївський                | узвіз | Лівера ім. вул., Лівера                                            | Подільський               | Поділ, Старий Київ              | 1944      | 10021       |
| Андрія Первозванного        | площа |                                                                    | Печерський                | Печерськ                        | 2001      | 10022       |
| Анкари                      | площа |                                                                    | Деснянський               | Вигурівщина-Троєщина            | 2003      | 10025       |
| Анни Ярославни              | вул.  | Горького, Фадєєва                                                  | Святошинський             | Біличі                          | 2016      | 11752       |
| Антіпова Дениса             | вул.  | Нова 604-та, Славгородська                                         | Дарницький                | Село Шевченка                   | 2022      | 11555       |
| Антоненка-Давидовича Бориса | вул.  | Проектна 1                                                         | Дарницький                | Рембаза                         | 2012      | 11972       |
| Антонича Богдана-Ігоря      | пров. | Енгельса                                                           | Дарницький                | Бортничі                        | 2022      | 10503       |
| Антонова Авіаконструктора   | вул.  | Авіації (Авіаційна)                                                | Солом'янський             | Першотравневий масив, Чоколівка | 1985      | 10026       |
| Антоновича                  | вул.  | Кузнечна + Набережно-Либідська, Пролетарська, Горького             | Голосіївський, Печерський | Нова Забудова                   | 2015      | 10366       |
| Апанович Олени              | вул.  | Проєктна 12969                                                     | Голосіївський             | Теремки                         | 2019      | 12969       |
| Апостола Данила Гетьмана    | вул.  | Нова, Кемеровська                                                  | Оболонський               | Оболонь                         | 2022      | 10671       |
| Арендт Ганни                | вул.  | Крейсера «Аврора»                                                  | Солом'янський             | Жуляни                          | 2019      | 12009       |
| Ареф'єва Костянтина         | вул.  | Підбірна                                                           | Дарницький                | Осокорки                        | 1982      | 10028       |
| Аркасівська                 | вул.  | Аркаса Миколи                                                      | Оболонський               |                                 | 2011      | 11974       |
| Армійська                   | вул.  | Нова 40-ва                                                         | Голосіївський             | Мишоловка                       | 1944      | 10029       |
| Арсенальна                  | вул.  | Зашиянівський пров.                                                | Печерський                | Печерськ                        | XIX ст.   | 10030       |
| Арсенальна                  | площа | Микільська, Революції, Героїв Арсеналу                             | Печерський                | Печерськ                        | 1993      | 10031       |
| Арсенальний                 | пров. | Маломихайлівський, Арсенальний, Мало-Михайлівський                 | Печерський                | Печерськ                        | 1955      | 10032       |
| Артезіанський               | пров. | Польовий                                                           | Подільський               | Куренівка                       | 1955      | 10033       |
| Артилерійський              | пров. | Новий                                                              | Шевченківський            | Грушки                          | 1958      | 10035       |
| Архипенка Олександра        | вул.  | Стадіонна (№ 6), Залки Мате                                        | Оболонський               | Оболонь                         | 2016      | 10553       |
| Архітекторська              | вул.  | Павлівський пров.                                                  | Солом'янський             | Олександрівська слобідка        | 1944      | 10036       |
| Аскольдів                   | пров. | Панкратьєвський, Парковий                                          | Печерський                | Печерськ                        | 1944      | 10037       |
| Астрономічна                | вул.  | Ціолковського                                                      | Святошинський             | Жовтневе                        | 1965      | 10040       |
| Ахматової Анни              | вул.  | Тростянецька 2-га                                                  | Дарницький                | Позняки                         | 1990      | 10041       |

## Зниклі вулиці
| Назва            | Тип   | Район          | Місцевість             | Рік зникнення | Примітка |
| ---------------- | ----- | -------------- | ---------------------- | ------------- | --- |
| Автогенний       | пров. | Солом'янський  | Новокараваєві дачі     | 1980-ті       | |
| Автоматна        | вул.  | Московський    | Багринова гора         | 1961, 1977    | |
| Автомобільний    | пров. | Радянський     | Шулявка                | 1980-ті       | |
| Агротехніків     | вул.  | Подільський    | Куренівка              | 1961          | ліквідована після Куренівської трагедії 1961 року                                                                                              |
| Агротехніків     | вул.  | Московський    | Феофанія               | 1970–80-ті    | існує як безіменна дорога |
| Азанівський      | пров. | Подільський    | Куренівка              | 1970-ті       | промзона |
| Акмолінська      | вул.  | Дарницький     | Куликове               | 1961          | |
| Активістів       | пров. | Дарницький     | Нові Позняки           | 1977          | |
| Актіопольська    | вул.  | Дарницький     | Куликове               | 1961          | |
| Актюбінський     | пров. | Дарницький     | Воскресенська слобідка | 1961          | |
| Алексієнка Петра | вул.  | Печерський     | Теличка                | 1980-ті       | |
| Андерса Федора   | вул.  | Залізничний    | Чоколівка              | 1980-ті       | тепер тупик без назви; не зважаючи на офіційну ліквідацію назви вулиці, зупинка тролейбусного маршруту № 22 і досі має назву «Вул. Ф. Андерса» |
| Андріївська      | вул.  | Дарницький     | Передмостова слобідка  | 1943          | Зникла при знищенні селища восени 1943 року |
| Андріївська      | вул.  | Жовтневий      | Караваєві Дачі         | 1970-ті       | |
| Аральська        | вул.  | Подільський    | Вітряні гори, Пріорка  | 1961, 1978    | |
| Аральський       | пров. | Подільський    | Вітряні гори, Пріорка  | 1960–70-ті    | Попередня назва — 274-та Нова вул. |
| Аркаса Миколи    | вул.  | Дарницький     | Осокорки               | 1977          | Попередня назва — Новий провулок |
| Армавірський     | пров. | Шевченківський | Сирець                 | 1977          | |
| Артема           | вул.  | Дніпровський   | Вигурівщина            | 1981          | |
| Артилерійська    | вул.  | Жовтневий      | Караваєві дачі         | 1977          | |
| Аскольдова       | вул.  | Дарницький     | Передмостова слобідка  | 1943          | Зникла при знищенні селища восени 1943 року |

## Перейменовані вулиці
| Стара назва                          | Нова назва                        | Район                  | Рік перейменування | Сучасна назва                     |
| ------------------------------------ | --------------------------------- | ---------------------- | ------------------ | --------------------------------- |
| Ааронівський пров.                   | Іпсилантіївський пров.            | Печерська частина      | 1869               | Іпсилантіївський                  |
| Авдєєнка Генерала                    | Матуляка Геннадія                 | Святошинський          | 2022               | Матуляка Геннадія                 |
| Авіації                              | Антонова Авіаконструктора         | Залізничний            | 1985               | Антонова Авіаконструктора         |
| Автовокзальна пл.                    | Московська пл.                    | Московський            | 1969               | Деміївська пл.                    |
| Автогенна                            | Шепелєва Миколи                   | Жовтневий              | 1975               | Шепелєва Миколи                   |
| Автострада                           | Дружби Народів бул.               | Печерський             | 1959               | Міхновського Миколи бул.          |
| Автомагістраль Київ — Харків (част.) | Харківське шосе                   | Дарницький             | 1959               | Харківське шосе                   |
| Автомагістраль Київ — Харків (част.) | Возз'єднання проспект             | Дарницький             | 1959               | Соборності проспект               |
| Автострада Київ — Одеса              | Сорокаріччя Жовтня пр-т           | Московський            | 1957               | Голосіївський проспект            |
| Агітаторська                         | Видова                            | Солом'янський          | 2022               | Видова                            |
| Агрегатна                            | Макіївська (част.)                | Московський            | 1963               | Макіївська                        |
| Агрономічний пров.                   | Дуки Степана вул.                 | Московський            | 1961               | Дуки Степана                      |
| Аеровокзальна                        | Повітрофлотське шосе (част.)      | Залізничний            | 1961               | Святослава Хороброго              |
| Аеродромна                           | Ластовського                      | Залізничний            | 1957               | Аеродромна                        |
| Аїстова                              | Іпсилантієвський пров.            | Печерський             | 2015               | Іпсилантіївський пров.            |
| Активістів                           | Салават Юлаєва                    | Дарницький             | 1957               | ліквідовано                       |
| Активістів                           | Тепловозна                        | Дарницький             | 1957               | Тепловозна                        |
| Актюбінська                          | Кибальчича Миколи                 | Дарницький             | 1961               | Кибальчича Миколи                 |
| Алексухіна Василя                    | Кибальчича Миколи                 | Святошинський          | 2022               | Чобану Степана                    |
| Алма-Атинська                        | Алматинська                       | Дніпровський           | 2018               | Алматинська                       |
| Аляб'єва                             | Гулаків-Артемовських              | Оболонський            | 2023               | Алматинська                       |
| Амурська                             | Книшова Академіка                 | Голосіївський          | 2021               | Книшова Академіка                 |
| Амурська пл.                         | Васильківська пл.                 | Голосіївський          | 2022               | Васильківська пл.                 |
| Андріївський пров.                   | Деснянська (част.)                | Жовтневий              | 1955               | Деснянська (част.)                |
| Андріївський 2-й пров.               | Шосейний пров.                    | Жовтневий              | 1955               | ліквідовано                       |
| Андріївський 3-й пров.               | Індустріальний пров.              | Жовтневий              | 1955               | Індустріальний пров.              |
| Андріївський 4-й пров.               | Дністровська вул.                 | Жовтневий              | 1955               | Дністровська                      |
| Андріївський 5-й пров.               | Деснянський пров.                 | Жовтневий              | 1955               | ліквідовано                       |
| Андріївський 6-й пров.               | Криворізька вул.                  | Кагановичський         | 1955               | Криворізька                       |
| Андрющенка Григорія                  | Казарменна                        | Шевченківський         | 2023               | Казарменна                        |
| Андріївський узвіз                   | Лівера ім.                        |                        | 1928               | Андріївський узвіз                |
| Анищенка                             | Левандовська                      | Печерський             | 2014               | Левандовська                      |
| Аненський пров.                      | Агрегатна                         | Подільський            | 1952               | Агрегатна                         |
| Аносівська                           | Ластовського ім.                  |                        | 1928               | Ковніра Степана                   |
| Антонова-Овсієнка                    | Наумовича Володимира              | Святошинський          | 2016               | Наумовича Володимира              |
| Антоновича                           | Чкалова                           | Сталінський            | 1939, 1944         | Гончара Олеся                     |
| Апельсинова                          | Помаранчева                       | Солом'янський          | 2015               | Помаранчева                       |
| Аптечна                              | Петро-Могилинська                 | Печерська частина      | 1869               | Копиленка Олександра              |
| Аркаса Миколи                        | Аркасівська                       | Оболонський            | 2011               | Аркасівська                       |
| Армавірська                          | Берлинського Максима              | Шевченківський         | 1962               | Берлинського Максима              |
| Арсеналу ім.                         | Каменева С. С. ім.                | Ленінський             | 1936               | Острозьких Князів                 |
| Арсенальна пл.                       | Революції пл.                     |                        | 1919               | Арсенальна пл.                    |
| Арсенальний пров.                    | Мало-Михайлівський пров.          | Печерський             | 1944               | Арсенальний пров.                 |
| Артеківська                          | Вернадського вул.                 | Жовтневий              | 1963               | Вернадського Академіка бул.       |
| Артема                               | Січових Стрільців                 | Шевченківський         | 2015               | Січових Стрільців                 |
| Архангельська                        | Боровиченко Марії                 | Московський            | 1963               | Боровиченко Марії                 |
| Астраханська                         | Калиновського Кастуся             | Дніпровський           | 2022               | Калиновського Кастуся             |
| Астраханський пров.                  | Ярополка Святославича Князя пров. | Дніпровський           | 2022               | Ярополка Святославича Князя пров. |
| Афанасіївська                        | Нестерівська (част.)              | Старокиївська дільниця | 1889               | Франка Івана                      |
| Ахматової Анни                       | Нова                              | Харківський            | 1990               | Кошиця Олександра                 |
| Ахматової Ганни                      | Ахматової Анни                    | Харківський            | 1990               | Кошиця Олександра                 |